# Walterinnesia
Genre
Walterinnesia est un genre de serpents de la famille des Elapidae.  

## Répartition
Les espèces de ce genre se rencontrent au Moyen-Orient. 

## Liste des espèces
Selon The Reptile Database (18 oct. 2011) :
- Walterinnesia aegyptia Lataste, 1887
- Walterinnesia morgani (Mocquard, 1905)

## Étymologie
Le genre est nommé en l'honneur de Walter Francis Innes Bey (1858-1937).

## Publication originale
- Lataste, 1887 : Description d'un nouveau genre et d'une nouvelle espèce d'ophidien protéroglyphe d’Égypte. Le Naturaliste, Journal des échanges et des nouvelles, vol. 9, p. 411-413 (texte intégral).